# Andrzej Wajda
Andrzej Witold Wajda (Suwałki, 6 de marzo de 1926-Varsovia, 9 de octubre de 2016) fue un director de cine polaco, considerado como uno de los más relevantes de la Escuela Polaca de Cine. En los premios Óscar del 2000, Wajda fue galardonado con un Óscar Honorífico por sus numerosas contribuciones al mundo del cine.

## Vida y obra
Figura mayor del cine mundial y de Europa del Este tras la Segunda Guerra Mundial, la reputación de Wajda se basa en su carácter de cronista sensible y comprometido de la evolución política y social de su país. Considerado en su momento el símbolo de un país ocupado, Wajda es conocido por su capacidad para dibujar la historia de Polonia con sensibilidad trágica, realizando una obra artesanal que conmueve al tiempo que informa.
Hijo de un oficial de caballería polaco, que fue asesinado a comienzos de la Segunda Guerra Mundial por tropas soviéticas en la Masacre de Katyn, Wajda combatió en el ejército polaco contra los nazis cuando todavía era un adolescente. Tras la guerra, estudió pintura en la Academia de Bellas Artes de Cracovia antes de entrar en la Escuela Nacional de Cine en Łódź.
Siguiendo la estela de su admirado Aleksander Ford, Wajda tuvo la oportunidad de dirigir su propia película. Con Pokolenie (1955), el director primerizo expresó su desilusión sobre el jingoísmo, usando como su alter ego a un joven héroe al estilo de James Dean interpretado por Zbigniew Cybulski. Sus dos siguientes películas, más elaboradas, desarrollaron el tema antibélico de La generación: Kanal (1956) y Cenizas y diamantes (1958), interpretadas por el mismo actor que la primera. Desde entonces, Wajda se fue interesando cada vez más por obras de contenido alegórico y simbólico, y ciertos símbolos (tales como el fuego encendido en copas de licor, representando la llama del idealismo juvenil que fue extinguido por la guerra) son recurrentes en sus películas.
En 1967, Cybulski murió en un accidente de tren, y sobre ese hecho el director articuló su pena con la que es considerada su película más personal, Todo a la venta (1969). La devoción de Wajda por el movimiento polaco del sindicato Solidaridad se manifestó en El hombre de mármol (1976) y El hombre de hierro (1981), con el líder de Solidaridad Lech Wałęsa haciendo de sí mismo en la segunda. La implicación del director en este movimiento llevó al gobierno polaco a ilegalizar la productora de Wajda.
A comienzos de los noventa, fue elegido senador y director artístico del Teatro Powszchny de Varsovia. Continuó dirigiendo películas centradas en el tema de la Segunda Guerra Mundial, como en The Crowned-Eagle Ring de 1993 y en Holy Week de 1996. En 1997, Wajda tomó una nueva dirección con Miss Nobody, un drama que exploraba los aspectos más oscuros y más espirituales de la relación entre tres adolescentes. Tres años después, en los premios Óscar del 2000, Wajda fue galardonado con un Óscar Honorífico por sus numerosas contribuciones al mundo del cine; Wajda donó el premio a la Universidad Jaguelónica de Cracovia. En febrero de 2006, Wajda recibió un Oso de Oro honorífico por toda su carrera en el Festival Internacional de Cine de Berlín.

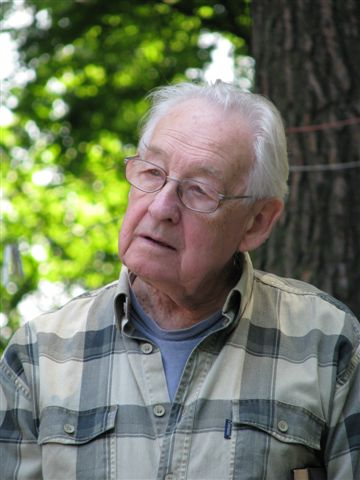
Andrzej Wajda en Varsovia, en junio de 2008.

Murió el 9 de octubre de 2016 a causa de una insuficiencia respiratoria.

## Vida personal
Andrzej Wajda se casó tres veces. Su segunda mujer fue la popular actriz polaca Beata Tyszkiewicz con quien tuvo una hija nacida en 1967. Su tercera mujer fue la actriz y diseñadora de vestuario Krystyna Zachwatowicz.

## Filmografía
- Pokolenie (1954)
- Idę do słońca, documental sobre Xawery Dunikowski (1955)
- Kanal (1956)
- Cenizas y diamantes (Popiół i diament, 1958)
- Lotna (1959)
- Magos inocentes (Niewinni czarodzieje, 1960)
- Lady Macbeth de Mtsensk (Powiatowa lady Makbet) (1961)
- Samson (1961)
- El amor a los veinte años, segmento «Varsovia» (L'amour à vingt ans, 1962)
- Cenizas (Popioły, 1965)
- Todo a la venta (Wszystko na sprzedaż, 1968)
- Roly Poly (1965)
- Przekładaniec (película para TV, 1968)
- Las puertas del Paraíso (Bramy Raju, 1968)
- Caza de moscas (Polowanie na muchy, 1969)
- El bosque de los abedules (Brzezina, 1970)
- Paisaje después de la batalla (Krajobraz po bitwie, 1970)
- Pilatos y los demás (Pilatus und andere, 1971)
- La boda (Wesele, 1973)
- La tierra de la gran promesa (Ziemia obiecana, 1974)
- La línea de sombras (Smuga cienia, 1976)
- El hombre de mármol (Człowiek z marmuru, 1977)
- Sin anestesia (Bez znieczulenia, 1979)
- Las señoritas de Wilko (Panny z Wilka, 1979)
- El director de orquesta (Dyrygent, 1980)
- El hombre de hierro (Człowiek z żelaza, 1981)
- Danton (Danton, 1983)
- Un amor en Alemania (Eine Liebe in Deutschland, 1983)
- La Crónica de los incidentes amorosos (Kronika wypadków miłosnych, 1985)
- Proust contra la confiscación... (Proust contre la déchéance, 1988)
- Los poseídos (Les possédes, 1988)
- Korczak (1990)
- El anillo del águila coronada (Pierścionek z orłem w koronie, 1992)
- Nastasja (1994)
- The Holy Week (Wielki Tydzień, 1995)
- Miss Nobody (Panna Nikt, 1996)
- Pan Tadeusz de 1999
- Wyrok na Franciszka Kłosa de 2000
- Przerwane milczenie de 2002
- La venganza de 2002
- Katyn 2007
- El junco (Tatarak), 2009.
- Walesa. El hombre de la esperanza (Wałęsa, a Man of Hope, 2013)
- Los últimos años del artista: Afterimage (Powidoki (Afterimage), 2016)

## Premios y distinciones
Premios Óscar
| Año  | Categoría                          | Película               | Resultado |
| ---- | ---------------------------------- | ---------------------- | --------- |
| 1976 | Mejor película de habla no inglesa | Tierra prometida       | Candidato |
| 1980 | Mejor película de habla no inglesa | Las señoritas de Wilko | Candidato |
| 1982 | Mejor película de habla no inglesa | El hombre de hierro    | Candidato |
| 2000 | Óscar Honorífico                   | Óscar Honorífico       | Ganador   |
| 2008 | Mejor película de habla no inglesa | Katyn                  | Candidato |

Festival Internacional de Cine de Cannes
| Año  | Categoría                   | Película               | Resultado |
| ---- | --------------------------- | ---------------------- | --------- |
| 1957 | Premio del jurado           | Kanal                  | Ganador   |
| 1978 | Premio FIPRESCI             | El hombre de mármol    | Ganador   |
| 1979 | Premio del Jurado Ecuménico | Las señoritas de Wilko | Ganador   |
| 1981 | Palma de Oro                | El hombre de hierro    | Ganador   |
| 1981 | Premio del Jurado Ecuménico | El hombre de hierro    | Ganador   |

Festival Internacional de Cine de Venecia
| Año  | Categoría                   | Resultado |
| ---- | --------------------------- | --------- |
| 1998 | León de Oro Especial        | Ganador   |
| 2013 | Premio Visionary de talento | Ganador   |

Festival Internacional de Cine de San Sebastián
| Año  | Categoría                            | Película | Resultado |
| ---- | ------------------------------------ | -------- | --------- |
| 1973 | Concha de Plata a la mejor dirección | La boda  | Ganador   |
| 1981 | Premio de la Crítica Internacional   | Dyrygent | Ganador   |

Festival Internacional de Cine de Huesca
| Año  | Categoría               | Resultado |
| ---- | ----------------------- | --------- |
| 1991 | Premio Una Vida de Cine | Ganador   |

En 2000, Wajda recibió un premio honorífico de la AMPAS.